# میسوزو توگاشی
میسوزو توگاشی (انگلیسی: Misuzu Togashi; august 7 – ) خواننده، صداپیشه، بازیگر، و بازیگر تئاتر اهل ژاپن بود. وی از سال ۲۰۰۹ میلادی تاکنون مشغول فعالیت بوده‌است.